# شفافیت (رفتار)

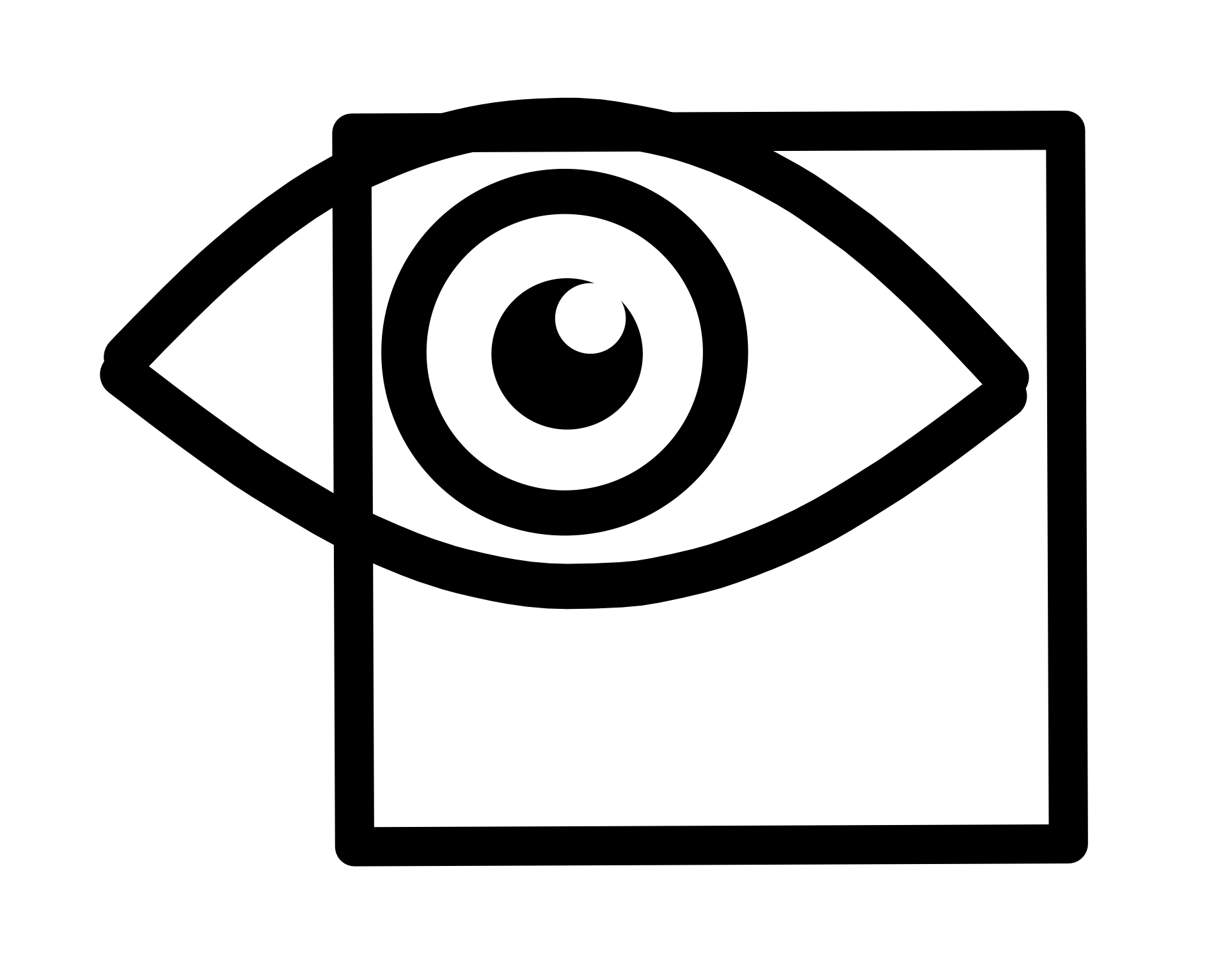
شفافیت به معنای وضوح، ارتباط و پاسخگویی است.

شفافیت (انگلیسی: Transparency)، آن‌گونه که در علم، مهندسی، کسب و کار، علوم انسانی و دیگر زمینه‌های اجتماعی استفاده می‌شود، به گونه‌ای رفتار گفته می‌شود که در آن آنچه که می‌گذرد و اقداماتی که انجام می‌شود به‌گونه‌ای باشد که دیگران بتوانند آن را به‌آسانی ببینند. شفافیت به معنای نداشتن رفتار مبهم، ارائهٔ ارتباط، و پاسخگو بودن است.
شفافیت در شرکت‌ها، سازمان‌ها، مدیریت‌های اجرائی (اداره‌های کل، سیاست‌گزاری‌ها، تقسیمات وزارت‌خانه‌ای) و جوامع مطرح است و مورد استفاده قرار می‌گیرد. برای مثال، یک صندوق‌دار پس از انجام‌گرفتن یک معاملهٔ فروش با ارائهٔ فهرستی از اقلام خریداری شده (به عنوان مثال یک رسید) و همچنین شمارش آشکار بقیهٔ پول مشتری در همان‌جا، گونه‌ای از شفافیت را به‌نمایش می‌گذارد.
اصطلاح شفافیت، معنای بسیار متفاوتی در امنیت اطلاعات دارد که در آن؛ مکانیزم‌های امنیتی که برای توصیف استفاده می‌شود تعامداً قابل تشخیص هستند یا از نظر پنهان می‌مانند. مثال‌ها در این باره؛ پنهان کردن امکانات و ابزارهایی که کاربر برای به‌کاربردن آن نیازی به دانستن آنها ندارد، مانند نگه داشتن تأیید هویت از راه دور و دوباره تأیید هویت شدن؛ مثلاً در پروتکل چالش - دست‌دهی تأیید هویت، که از کاربر پنهان شده‌است.

## در حقوق و درآمد
در نروژ و سوئد، مقامات مالیاتی هر ساله به انتشار رسمی ("skatteliste") یا "لیست مالیاتی"؛ پرونده‌های مالیاتی که نشان‌دهندهٔ درآمد سالانه و ثروت کلی تقریباً هر مالیات‌پرداز است، اقدام می‌کنند.
در هنگ کنگ مقررات از بانک‌ها می‌خواهد که فهرست درآمدداشته‌های بالای خود را - بدون نام آن‌ها - بر مبنای رده پرداخت اعلام کند.
همچنین در سال ۲۰۰۹، دولت اسپانیا برای نخستین بار اطلاعاتی را در این بارهٔ ارزش (دارایی) هر عضو کابینه، منتشر کرده اما اطلاعات مربوط به شهروندان عادی این کشور امری خصوصی است.